# Medeno žganje

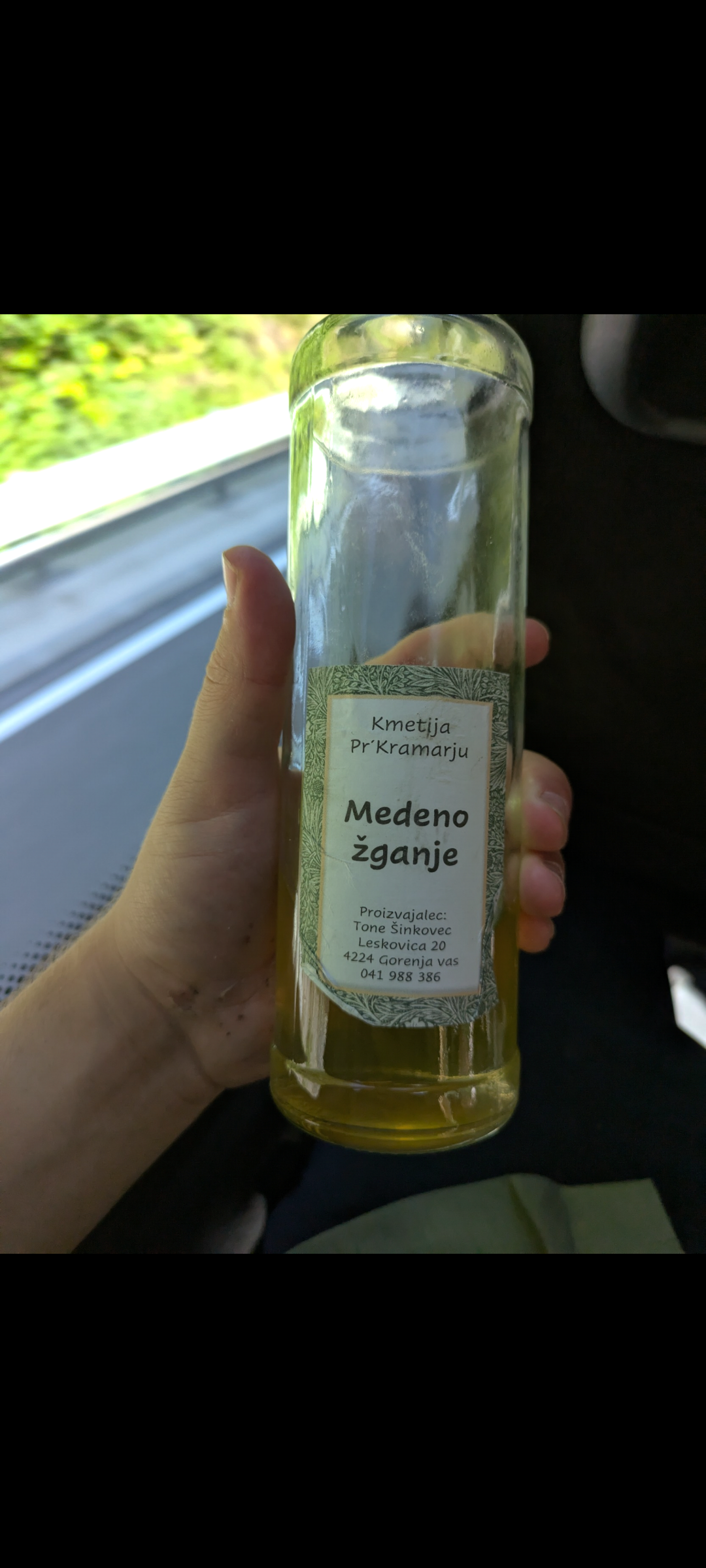
Medano žganje bryggd i Leskovica.

Medeno žganje är en slovensk brännvinsdryck starkt smaksatt av honung. Sprungen ur Sloveniens starka tradition av biodling, är drycken en av de mest populära alkoholhaltiga dryckerna i landet. Alkoholprocenthalten varierar, då den ofta bryggs av enskilda personer eller små bryggerier, cirka 25 procent är dock vanligast.